# Bedford QL
Bedford QL byl sériově vyráběný víceúčelový nákladní automobil pro britské ozbrojené síly ve druhé světové válce. Bedford QL byl vyráběn v letech 1941 – 1945, pro firmu Bedford to bylo první sériově vyráběné auto pro armádu.

## Historie
Bedford Vehicles, zkráceně Bedford, byla značkou aut vyráběných ve Vauxhall Motors, které se nakonec stalo vlastnictvím General Motors (GM). Založena byla v roce 1930 pro výrobu užitkových vozidel.
První prototyp byl vyroben už v roce 1938, ale armáda o něj neprojevila zájem. po vypuknutí 2. světové války Válečný úřad vystavil příkazy na dodání vozidel 4x2. Firma Bedford Vehicles měla postavit prototyp třítunového univerzálního automobilu s pohonem všech kol. V roce 1939 byla schválená specifikace a v únoru 1940 bylo provedeno testování prvních prototypů. V roce 1941 byla zahájená sériová výroba. V obtížném terénu byl využíván pohon všech čtyř kol, na silnicích se vypínal pohon předních kol. Od podvozku typu Bedford QL byly odvozeny další modifikace. Vozy byly vyráběny v Vauxhall v Lutonu, Bedfordshire. Od roku 1942 do roku 1945 byla měsíční výroba 12 000 kusů aut.
Mezi nejznámější patřil Bedford QLD, který se používal jako valník, sklápěcí vůz, pojízdná kuchyň, pojízdná kantýna. Modifikace Bedford QLT měla na prodlouženém podvozku korbu se třemi řadami pro sezení a mohla pojmout 29 pěšáků s výstrojí a výzbrojí. QLT byl přezdívaný Trooper (Voják). Od srpna 1941 do konce války bylo vyrobeno 3300 kusů. Modifikace QLB měla zkrácenou korbu, na které bylo uloženo střelivo pro tažený protiletadlový kanon Bofors 40 mm. Za kabinou řidiče byla další uzavřená kabina pro šestičlennou osádku protiletadlového kanonu. Této modifikace bylo vyrobeno cca 5 500 kusů. Modifikace Bedford QLC byla využívána jako tahač návěsů, mobilní ústředna nebo tankovací cisternový vůz – hlavně pro RAF. Modifikace Bedford QLR byla využívána jako skříňový vůz, především jako radiový vůz a velitelský vůz.
Pro bojiště v Severní Africe byl upraven na přepravu 6liberního rychlopalného kanonu (57 mm) na korbě auta.
Bedford QL byl nejrozšířenějším automobilem britských ozbrojených sil za druhé světové války. Pro rychlé nasazení a náhradu za ztracenou techniku u Dunkerque byl nazýván "Queen Lizzie" (Královna Líza). Vyráběl se až do roku 1955 a pak byl nahrazen verzí "R". Mezi 11 000 kusy aut dodaných za 2. světové války Sovětskému svazu byly i Bedford QL. Po válce byly využívány v armádách západní Evropy např. Dánsko. Byl zařazen do výzbroje armády Nového Zélandu jako tahač protiletadlového kanonu Bofors. V letech 1951 až 1954 byly Bedford QLC používány v Koreji novozélandskými jednotkami. V bojích v Severní Africe, Středním Východě a západní Evropě používaly automobily Bedford QL také československé jednotky.
V civilním sektoru jezdily do konce šedesátých let. V Československé republice byl v používání Bedford QLR od roku 1958 v hasičském sboru Dobroslavice.

## Modifikace
- QL1 prototyp
- QLB tahač protiletadlového kanonu Bofors 40 mm (osádka 1+6 mužů)[7]
- QLC hasičský vůz (stříkačka)
- QLC cisternové vozidlo RAF
- QLC skříňový
- QLD nejběžnější nákladní vůz valník
- QLD vyprošťovací, pojízdná dílna
- QLD pojízdná kuchyň, zásobovací vůz
- QLD akumulátorový vůz (startovací, pro letiště)
- QLR velitelské a spojovací skříňové vozidlo
- QLT transportní valník dosahoval max. rychlosti 61 km/hod. a měl dosah 370 km[8]
- QLW sklápěcí vůz